# Alimala
Elusa là một chi bướm đêm thuộc họ Noctuidae.